# Hikaru Sulu
Porucznik Hikaru Sulu – postać fikcyjna, bohater serialu Star Trek: Seria oryginalna oraz dziewięciu filmów pełnometrażowych serii Star Trek. 
Sulu, Japończyk z pochodzenia, pełni rolę oficera nawigacyjnego na statku USS Enterprise, a po jego zniszczeniu Enterprise-A. 
W szóstym filmie Star Trek VI: Nieodkryta kraina Hikaru Sulu był dowódcą własnego statku USS Excelsior. Odtwórcą roli w serialu oraz w filmach I–VI był George Takei, natomiast w nowej serii filmów (XI–XIII) zastąpił go John Cho.

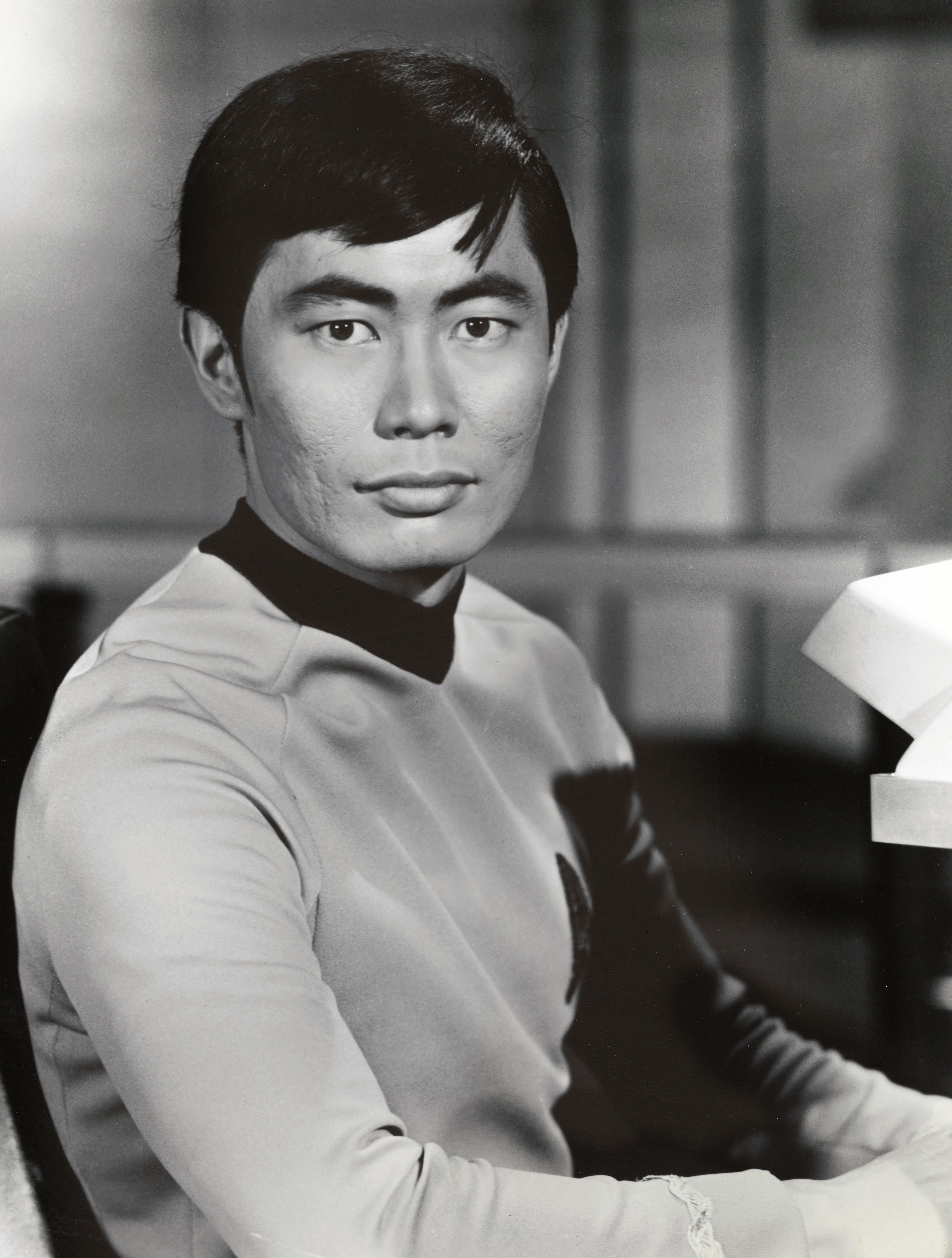
George Takei
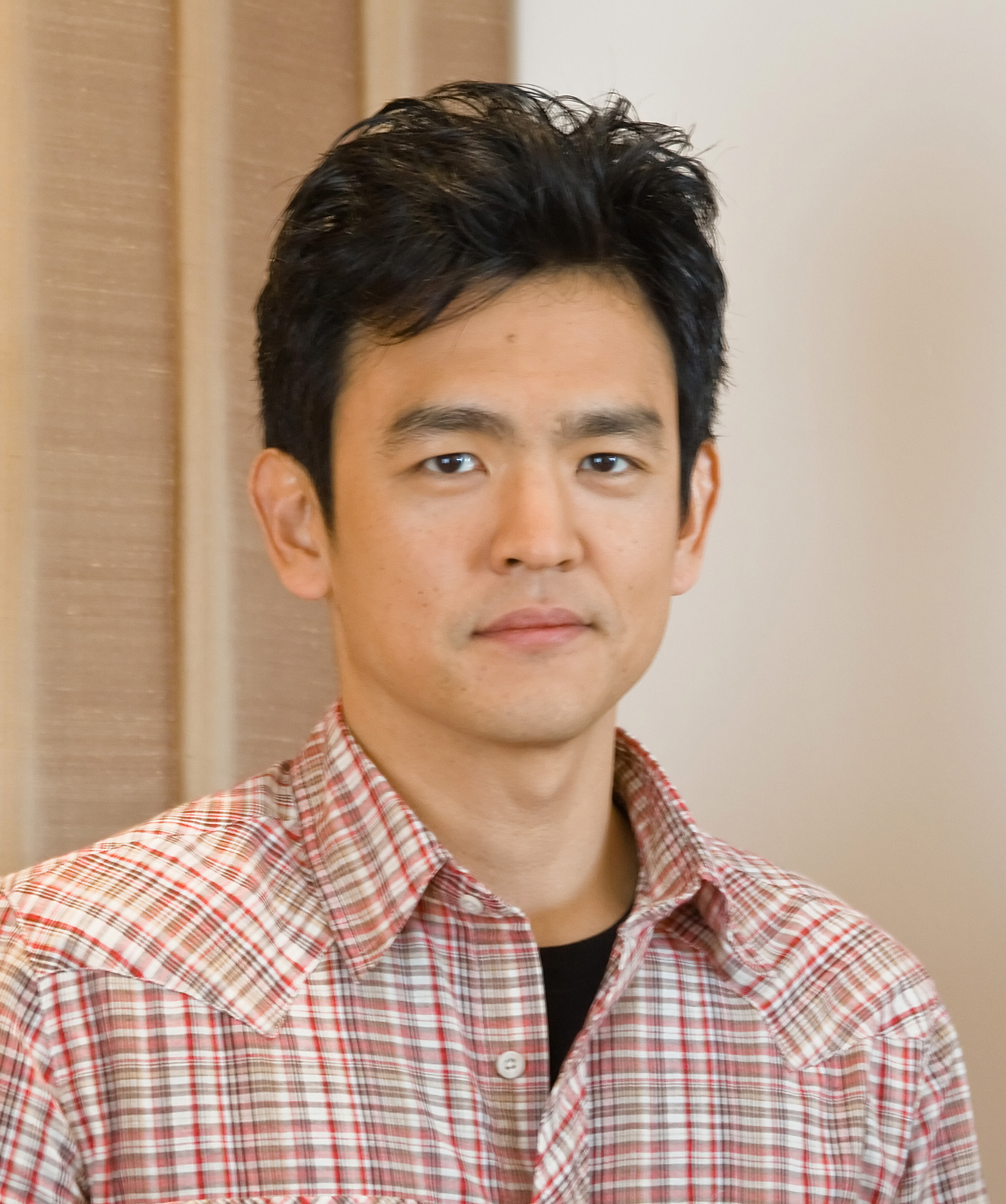
John Cho